# Labuh Air Pandan
Labuh Air Pandan is een bestuurslaag in het regentschap Bangka van de provincie Bangka-Belitung, Indonesië. Labuh Air Pandan telt 1146 inwoners (volkstelling 2010).